# Ramphotyphlops acuticauda
Ramphotyphlops acuticauda är en ormart som beskrevs av Peters 1877. Ramphotyphlops acuticauda ingår i släktet Ramphotyphlops och familjen maskormar. Inga underarter finns listade i Catalogue of Life.
Denna orm förekommer på olika öar som tillhör Palau men den saknas på klippiga öar. Arten lever i låglandet upp till 200 meter över havet. Habitatet utgörs av skogar och dessutom besöks angränsande landskap. Honor lägger ägg.
För beståndet är inga allvarliga hot kända. IUCN kategoriserar arten globalt som livskraftig.